# Théophile Fragonard
Pour les articles homonymes, voir Fragonard.
Théophile Fragonard, né le 2 février 1806 à Paris et mort le 23 juillet 1876 à Neuilly-sur-Seine, est un peintre français.

## Biographie
Étienne Théophile Évariste Fragonard est le fils du peintre et sculpteur Alexandre-Évariste Fragonard (1780-1850) et de Julie Félicité Fournier.
En 1838, il illustre Génie du christianisme de François-René de Chateaubriand édité par Pourrat frères.
Il est peintre à la manufacture de Sèvres. En 1872, il est domicilié 8, rue Saussier-Leroy à Paris.
Il meurt le 23 juillet 1876 à son domicile au 125, avenue de Neuilly, à Neuilly-sur-Seine, et est inhumé le 25 juillet à Paris au cimetière de Montmartre.

## Ouvrages illustrés
- Gibert de Montreuil, Roman de la violette ou de Gérard de Nevers, édité par Francisque Michel, Paris, Silvestre, 1834.
- Les évangiles de notre seigneur Jésus-Christ, trad. Le Maistre de Sacy, vignettes, Paris, J.-J. Dubochet, 1837.
- Chateaubriand, Génie du christianisme, Paris, C. Hingray et Pourrat frères, 1838.
- Vie de Jésus-Christ, lithographies, Paris, Challamel, 1840.
- Pierre Franc-Lecomte, Histoire de Napoléon II, dessins avec Jules Bourdet et Tony Johannot, Paris, 1842.
- Chapuys-Montlaville, Lamartine, vie publique et privée, Paris, Bourjon, 1843.
- Augustin Challamel et Wilhelm Ténint, Les français sous la Révolution, illustrations avec Henri Baron, gravées par Léopold Massard, Paris, Challamel & Cie, 1843.
- Adolphe Boucher, Histoire dramatique et pittoresque des Jésuites, Paris, R. Prin, 1845-1846.
- Les héros de Rabelais, ou, Aventures drolatiques de Gargantua, Panurge et Pantagruel, mis en vers libres, par Th. Fragonard et Jules de Lamarque, Permain et Cie, 1851.

## Distinctions
- Chevalier de la Légion d'honneur (décret du 14 août 1869).